# Amur (Raión de Podilsk)
Amur  (ucraniano: Амури) es una localidad del Raión de Podilsk en el Óblast de Odesa de Ucrania. Según el censo de 2001, tiene una población de 149 habitantes.